# Aşgabat
Aşgabat (in persiano عشق آباد‎, Ashq-abad, lett. "città dell'amore"; in russo Ашхабад?, Ašchabad), dal 1919 al 1927 Poltorack (in russo Полтора́цк?; AFI: [pəltɐˈrat͡sk]), è la capitale e la città più popolosa del Turkmenistan.
Sorge nell'Asia centrale, tra il deserto del Karakum e la catena montuosa del Kopet Dag. Fondata nel 1881 e resa nel 1924 capitale della Repubblica Socialista Sovietica Turkmena, fu distrutta da un terribile terremoto nel 1948 e fu in seguito ricostruita, su impulso del presidente turkmeno Saparmyrat Nyýazow.

## Toponomastica
Il nome turkmeno Aşgabat corrisponde al persiano Ešq-ābād (عشق‌آباد). Dal 1919 al 1927 la città si chiamò Poltorack in onore del rivoluzionario locale Pavel Gerasimovič Poltorackij..
Sebbene il nome significhi letteralmente "città dell'amore" o "città di devozione" in persiano, si tratta di un'assimilazione successiva. Gli storici attribuiscono infatti l'origine del toponimo al fondatore dell'Impero partico Arsace I, in persiano Ashk-Abad, da cui "città di Ashk/Arsace":
- Konjikala (II secolo AC-circa 1830)
- Aschabad' (circa 1830-1919) (in russo Асхабадъ)
- Poltorack (1919-1927) (in russo Полторацк)
- Ašchabad (1927-1991) (in russo Ашхабад)

## Geografia fisica

### Territorio
Situata tra il deserto del Karakum e le pendici della catena montuosa Kopet Dag nell'oasi di Akhal Tekin a un'altitudine di circa 230 m s.l.m. È situata a circa 25 km più a nord del confine tra l'Iran e il Turkmenistan.

### Clima
Il clima della città è arido-desertico. La temperatura media annua è pari a 16,4 °C e le precipitazioni annue sono pari a 236 mm. Il mese più caldo è agosto con una temperatura media di 30,9 °C mentre il mese più freddo è gennaio con una temperatura media di 2,2 °C. Le precipitazioni massime si hanno nei mesi di marzo e aprile con 45 mm di pioggia mentre il mese più arido è agosto.
| Aşgabat (1991-2020) Fonte:  | Mesi         | Mesi         | Mesi         | Mesi        | Mesi        | Mesi        | Mesi        | Mesi        | Mesi        | Mesi        | Mesi         | Mesi         | Stagioni | Stagioni | Stagioni | Stagioni | Anno  |
| Aşgabat (1991-2020) Fonte:  | Gen          | Feb          | Mar          | Apr         | Mag         | Giu         | Lug         | Ago         | Set         | Ott         | Nov          | Dic          | Inv      | Pri      | Est      | Aut      | Anno  |
| --------------------------- | ------------ | ------------ | ------------ | ----------- | ----------- | ----------- | ----------- | ----------- | ----------- | ----------- | ------------ | ------------ | -------- | -------- | -------- | -------- | ----- |
| T. max. media (°C)          | 9,0          | 11,1         | 17,0         | 23,9        | 30,5        | 36,2        | 38,4        | 37,2        | 31,8        | 24,4        | 15,7         | 9,8          | 10,0     | 23,8     | 37,3     | 24,0     | 23,8  |
| T. media (°C)               | 3,9          | 5,7          | 11,1         | 17,6        | 24,1        | 29,6        | 31,7        | 30,0        | 24,3        | 17,7        | 9,7          | 5,0          | 4,9      | 17,6     | 30,4     | 17,2     | 17,5  |
| T. min. media (°C)          | −0,1         | 1,3          | 6,0          | 11,8        | 17,5        | 22,3        | 24,5        | 22,4        | 17,1        | 10,8        | 5,0          | 1,1          | 0,8      | 11,8     | 23,1     | 11,0     | 11,6  |
| T. max. assoluta (°C)       | 28,7 (1968)  | 32,6 (2004)  | 38,6 (2010)  | 39,6 (2015) | 45,6 (2021) | 47,2 (2015) | 46,8 (2021) | 45,7 (2011) | 45,4 (1990) | 40,1 (1969) | 37,0 (2006)  | 33,1 (1998)  | 33,1     | 45,6     | 47,2     | 45,4     | 47,2  |
| T. min. assoluta (°C)       | −24,1 (1969) | −20,8 (1969) | −13,3 (1954) | −0,8 (1956) | 1,3 (1989)  | 9,2 (1970)  | 13,8 (1963) | 9,5 (1996)  | 2,0 (1973)  | −5,0 (1953) | −13,1 (1944) | −18,9 (1948) | −24,1    | −13,3    | 9,2      | −13,1    | −24,1 |
| Nuvolosità (okta al giorno) | 6,2          | 6,1          | 6,5          | 6,1         | 5,0         | 2,8         | 2,3         | 1,5         | 1,9         | 3,4         | 5,0          | 6,1          | 6,1      | 5,9      | 2,2      | 3,4      | 4,4   |
| Precipitazioni (mm)         | 21           | 33           | 42           | 33          | 23          | 8           | 3           | 2           | 3           | 12          | 23           | 18           | 72       | 98       | 13       | 38       | 221   |
| Giorni di pioggia           | 9            | 9            | 13           | 12          | 10          | 5           | 3           | 2           | 3           | 6           | 8            | 10           | 28       | 35       | 10       | 17       | 90    |
| Nevicate (cm)               | 1            | 0            | 0            | 0           | 0           | 0           | 0           | 0           | 0           | 0           | 0            | 0            | 1        | 0        | 0        | 0        | 1     |
| Giorni di neve              | 5            | 5            | 1            | 0,03        | 0,0         | 0,0         | 0,0         | 0,0         | 0,0         | 0,1         | 1,0          | 3,0          | 13,0     | 1,0      | 0,0      | 1,1      | 15,1  |
| Giorni di nebbia            | 6            | 3            | 1            | 0,3         | 0,03        | 0,0         | 0,0         | 0,0         | 0,0         | 0,1         | 2,0          | 6,0          | 15,0     | 1,3      | 0,0      | 2,1      | 18,4  |
| Umidità relativa media (%)  | 78           | 72           | 66           | 58          | 47          | 35          | 34          | 34          | 40          | 54          | 68           | 77           | 75,7     | 57       | 34,3     | 54       | 55,3  |
| Vento (direzione-m/s)       | E 2,1        | E 2,4        | E 2,6        | E 2,7       | NW 2,8      | NW 3,0      | W 3,0       | W 2,6       | E 2,4       | E 2,2       | E 2,0        | E 2,0        | 2,2      | 2,7      | 2,9      | 2,2      | 2,5   |

## Storia
La prima menzione scritta della città di Aşgabat risale a una tavoletta dell'epoca della popolazione dei Parti nella quale si elogiava la bontà del vino della zona. La città era un piccolo centro dell'impero dei parti la cui capitale era Nisa (le rovine si trovano a una decina di chilometri). Nel I secolo un terremoto la rase al suolo ma grazie al traffico dei commercianti che percorrevano la Via della Seta fu progressivamente ricostruita e divenne un centro prospero dal nome di Konjiakala.
Nell'XI secolo passò sotto il dominio dei Selgiuchidi ma venne espugnata e rasa al suolo dai Mongoli nel XIII secolo. La regione venne poi occupata da tribù nomadi turkmene e la città perse di importanza.
Quando, dopo la vittoria di Geok Tepe nel 1881 la zona fu invasa dai russi, la città principale della zona era Merv e Aşgabat era solo un modesto villaggio. I russi decisero però di farne la loro capitale regionale e verso la fine del XIX secolo la città venne arricchita da edifici e alberghi in stile europeo e, dopo il collegamento alla ferrovia transcaspiana, una stazione ferroviaria. La popolazione era in prevalenza russa con minoranze armene ed ebree, la città ha peraltro mantenuto questo carattere, ancora oggi la maggioranza della popolazione non è di origine turkmena.
Il 5 ottobre 1948 la città venne completamente distrutta da un devastante terremoto. Vi furono oltre 110 000 morti pari a due terzi della popolazione anche se le cifre ufficiali erano di gran lunga inferiori. Per cinque anni l'accesso alla zona fu interdetto per permettere il recupero dei resti delle vittime, di rimuovere le macerie e di ricostruire la città che fu riprogettata su un reticolato di vie perpendicolari, con la Prospettiva Maçtumkuli (Prospekt Maçtumkuli) che divide la città da est a ovest.

## Monumenti e luoghi d'interesse
- Moschea Turkmenbashi Ruhy - grande moschea sita nel villaggio di Gypjak a circa 7 km dal centro di Aşgabat.

Nel 2013 è entrata nel Guinness Word Record come la città al mondo con più edifici rivestiti in marmo di Carrara, in larga parte proveniente dal Bacino di Lorano, nelle Alpi Apuane.

## Cultura

### Musei
- Museo delle arti con una notevole collezione di tappeti uno dei quali ha una superficie di 193,5 m² e un peso 885 kg ed è il tappeto più grande del mondo.
- Museo di storia turkmena con oltre 30 000 reperti archeologici ed etnografici risalenti fino all'epoca dei Parti.

## Infrastrutture e trasporti
La città è dotata di un aeroporto internazionale, l'Aeroporto di Aşgabat, intitolato a Saparmyrat Nyýazow, Presidente del Turkmenistan fra il 1991 e il 2006.